# TK-208 Dmitri Donskoj
TK-208 ist ein strategisches Atom-U-Boot der russischen Seekriegsflotte und war das letzte aktive von sechs Schiffen der Klasse 941 (NATO-Code: Typhoon).

## Bau
Am 16. März 1976 wurde TK-208 in die Bestandsliste der Seekriegsflotte der Sowjetunion aufgenommen und am 30. Juli 1976 in der Sewmasch-Werft in Sewerodwinsk auf Kiel gelegt. Die Zuordnung zur Klasse der schweren strategischen U-Kreuzer erfolgte am 25. Juli 1977. Mit dem Herausrollen aus der Bauhalle in ein überdachtes Trockendock wurde am 27. September 1979 der Stapellauf vollzogen. Es folgten Standprüfungen im Trockendock sowie die Seeerprobung im Weißen Meer.

## Dienst in der Seekriegsflotte der Sowjetunion
Die Seekriegsflotte übernahm das neue Schiff am 29. Dezember 1981 und am 9. Februar 1982 wurde TK-208 in die neu aufgestellte 18. Division der 1. Flottille der Nordflotte in der Nerpitschja-Bucht im Fjord Sapadnaja Liza eingegliedert. Die Erprobung des Raketenkomplexes D-19 mit der Rakete RSM-52 (SS-N-20 Sturgeon) erfolgte von 1983 bis 1985. Es folgten Patrouillen in der Barentssee und im Nordmeer.

## Umrüstung 1989 bis 2002
Am 20. September 1989 wurde TK-208 in der Bauhalle der Werft Sewmasch aufgelegt, um auf den neuen Raketenkomplex D-19M Bark mit der Rakete R-39UTTCh Grom (NATO-Codename: SS-NX-28) umgerüstet zu werden. TK-208 konnte auf Grund ihrer Größe nur in dieser Bauhalle umgerüstet werden, da die Werft Swjosdotschka zu klein war. 1991 bekam das Projekt die Bezeichnung 941UM. Den Zerfall der Sowjetunion verschlief das Schiff also. Gleichzeitig begann die Entwicklung eines strategischen U-Kreuzers der vierten Generation, welcher ebenfalls mit R-39UTTCh-Raketen bewaffnet werden sollte. Für das Projekt 955, dessen erstes Schiff 1996 unter dem Namen Juri Dolgoruki auf Kiel gelegt wurde und am 15. April 2007 vom Stapel lief, war zunächst auch die Rakete R-39UTTCh vorgesehen. Die Konstrukteure im Staatlichen Raketenzentrum Makejew in Miass konnten aber die vorgeschriebenen Abmessungen für die Rakete nicht einhalten (deshalb musste auch die Juri Dolgoruki selbst umgebaut werden). Nach vier missglückten Teststarts wurde das D-19M-Programm schließlich 1998 eingestellt. Aus Geldmangel war auch die Umrüstung der TK-208 auf den neuen Komplex schon 1996 eingestellt worden und das Schiff lag ungenutzt in der Bauhalle.
Nach dem Fehlschlag mit dem Raketenkomplex D-19M Bark wandte sich die Führung der russischen Seestreitkräfte an das Moskauer Institut für Wärmetechnik. Dieses sollte innerhalb kurzer Zeit auf der Basis der landgestützten mobilen RS-12M2 Topol-M eine u-bootgestützte Rakete entwickeln. Aufgrund der großen Unterschiede zwischen land- und u-bootbasierten Raketen ließ sich das Vorhaben nicht verwirklichen und es wurde daher im Jahr 1998 eine leichte Rakete mit Feststoffantrieb entworfen. Dieses neue Raketensystem bekam die Bezeichnung R-30 Bulawa. Die Arbeiten an der halb umgerüsteten TK-208 begannen von vorn. Zuerst mussten die für die ursprünglich geplante Rakete R-39UTTCh bestimmten Systeme wieder ausgebaut und die für die R-30 Bulawa bestimmten Vorrichtungen eingebaut werden.

## Dienst in der Seekriegsflotte der Russischen Föderation
Im Jahre 2002 erhielt TK-208 den Namen Dmitri Donskoj und wurde am 26. Juni 2002 wieder aus der Bauhalle gezogen. Der erste Teststart einer Bulawa-Rakete fand am 27. September 2005 statt. Seitdem absolvierte die Dmitri Donskoj mehrere Testreihen.
Am 30. Juli 2017 nahm TK-208 an der Flottenparade zum Tag der russischen Seekriegsflotte vor der Insel Kotlin bei Sankt Petersburg teil.
Ursprünglich sollte das Boot bis 2026 im Dienst bleiben, wurde aber im Juli 2022 außer Dienst gestellt.

## Technische Daten
- Länge: 172,8 m
- Breite: 23,3 Meter
- Tiefgang: 11,3–12,5 Meter
- Höhe (Kiel-Turmkante): ca. 28 Meter
- Wasserverdrängung: 21.600 Tonnen (aufgetaucht) / 26.500 Tonnen (getaucht)
- Tauchtiefe: ca. 450 m maximal
- Besatzung: 150–180 (davon 50 Offiziere und 80 Unteroffiziere)
- Antrieb
  - 2 × OK-650B-Druckwasserreaktoren, 190 MW (thermisch)
  - 2 × Dampfturbinen GT3A mit je 36 MW
  - 4 × E-Generatoren mit je 3200 kW
  - 2 × Dieselgeneratoren vom Typ DG-750
  - 2 × Antriebsdiesel mit je 191 kW für Schleichfahrt
  - Höchstgeschwindigkeit: 14 Knoten (aufgetaucht)/27 Knoten (getaucht)
- Bewaffnung
  - 20 × Interkontinentalraketen RSM-52 (NATO: SS-N-20) im Raketenkomplex D-19 oder RSM-56 im Raketenkomplex D-30
  - 6 × Torpedorohre Kaliber 533 mm (Typ 53-65K, SET-65, SAET-60M, UGST)
  - 8–10 × Luftabwehrflugkörper (schultergestützt) Typ 9K38 Igla
- Flugkörper:
  - RPK-2 Wijuga (abgefeuert aus Torpedorohren Kaliber 533 mm)
- Schiffssysteme:
  - Sonar: Skat
  - Radar: Albatros
  - EloKa: Nakat-M
  - Funkanlage: Molnija
  - Satelliten-Navigationssystem: Simfonia
  - Satelliten-Navigationsanlage (Tobo Responder): Kremnij-2
  - Satelliten-Kommunikationsanlage: Tsunami
- Seeausdauer
  - 120 Tage (Frieden)
  - 260 Tage (Verteidigungsfall)